# NGC 1519
NGC 1519 este o galaxie spirală situată în constelația Eridanul. A fost descoperită în 2 ianuarie 1878 de către Ernst Wilhelm Tempel. Se află la o distanță de 17,54 megaparseci de Pământ.